# Zakavkaska Demokratska Federativna Republika
Zakavkaska Demokratska Federativna Republika bila je država osnovana kao federacija zakavkaskih naroda, Armenaca, Azera i Gruzina koja je postojala od travnja do svibnja 1918.
Skupština predstavnika triju zakavkaskih naroda proglasila je neovisnosti u studenome 1917., a isti mjesec obrazovano je Zakavkasko povjerenstvo kao privremena vlada. Međutim, unutar Povjerenstva nije postojao konsenzus glede zakonitosti i primjenjivosti proglasa neovisnosti, te su se političke vođe triju naroda kolebale glede pitanja Zakavkazja kao neovisne države ili kao dijela Rusije.
Zbog osmanlijskih pritisaka i teritorijalnih pretenzija, Zakavkaski parlament - Sejm, je proglasio neovisnost u travnju 1918. i sklopio mirovni sporazum s Osmanlijama, prema kojem su Turcima ustupili Kars. U svibnju 1918., daljnje turske pretenzije prema zakavkaskom području dovele su do sklapanja sporazuma između gruzinskih predstavnika i Njemačke o osnivanju neovisne Gruzije pod njemačkim protektoratom, kako bi se zaštitila opstojnost gruzinskog naroda. Isti mjesec Federaciju su napistili Azeri koji su proglasili neovisnost svoje države te Armenci koji su proglasili neovisnost armenske države.

## Povijest

### Osnivanje
Nakon Oktobarske revolucije u Rusiji, Skupština nekoliko političkih i revolucionarnih organizacija proglasila je neovisnost Zakavkazja 11. stuenog 1917. zbog nepriznavanja boljševičke vlasti u Rusiji. Osnovan je i Zakavkasko povjerenstvo 14. studenog, kao privremena vlada koja je zamijenila Ozakom. Zadatak privremene vlade bio je održavanje mira dok Sveruska ustavotvorna skupština ne uspostavi vladu za cijelu Rusiju. Iako je Zakavkazje imalo različite političke vođe, oni su ipak zajedno preko Ozakoma proglasili neovisnost. Zakavkazje je bilo po svojem uređenju federacija usko povezana s Rusijom.
Nakon stvaranja zajedničke države Armenaca, Azera i Gruzina, zakavkasko političko vodstvo podržavalo je nastavak stanja iz vremena Carstva, kada je Zakavkazjem upravljao carski namjesnik koji je implementirao odluke iz glavnog grada. Narodi Sjevernog Kavkaza nisu prihvatili ovu federaciju.
U studenome 1917. održani su izbori za Ustavotvornu skupštinu. Nakon rezultata izbora, uspostvljena je vlada 28. veljače 1918. Time je Transkavkaz imao zakonodavno tijelo - Sejm, i izvršno tijelo - Povjerenstvo, koje je zamijenilo Zavkom. Vladu Zakavkazja činile su tri nacionalne stranke - armenski Dašnakcutjun, azerski Musavat i gruzinski menjševici.
Federalni karakter države je pak osporen. Vlada je upravljala samo jednom regijom uz Tbilisi, dok su Bakuom vladali boljševici, a značajni dijelovi Armenije bili su pod okupacijom Osmanlijskog Carstva. U kratkom razdoblju postojanja Zakavkazja, ni federalni odnosi ni republičko uređenje nisu mogli doći do izražaja.
Ruski boljševici objavili su 15. studenog 1917. Deklaraciju o pravima radnika i izrabljenih naroda. Deklaracija je otvorila put za zasebno samooodređenje Armenije, Azerbajdžana i Gruzije, međutim to se nije dogodilo. Narodi Zakavkazja preferirali su politički sustav u kojem mogu udružiti snage. Ruske i zakavkaske snage obrazovale su vojne postrojbe na bojištu prema Osmanlijama. Prvi akt Zakavakaskog povjerenstva bilo je pregovaranje o prekidu vatre s Osmanlijskom vojskom, na koje ih je prisililo Osmanlijsko Carstvo kontaktirajući Zavkom u Tblisiju 30. studenog. Povjerenstvo je razmotrilo osmanlijski prijedlog o prekidu vatre 4. prosinca i prihvatilo ga uz uvjet da se ne događaju nikakva strateška vojna pregrupiranja. Primirje je potpisano u Erzincanu 18. prosinca, a dogovoreno je da vojna djelovanja prestanu odmah i da se napravi demarkacijska linija.
Osmanlijsko vrhovno zapovjedništvo predložilo je primirje Rusiji 21. studenog, a potpisano je 5. prosinca, također u Erzincanu. U pregovorima su Osmanlije istaknule važnost neovisnosti Zakavkazja. Iako su Osmanlijske vlasti sa Zakavkaskim povjerenstvom pregovarale kao sa suverenim tijelom, ipak su održale zasebne pregovore s Rusijom u kojima su Zakavkazje smatrale dijelom Rusije. Ovo govori o pomutnji glede suvereniteta nastaloj nakon revolucija u Rusiji.
Zakavkasko povjerenstvo je 14. siječnja 1918. primilo prijedlog osmanlijskog zapovjednika Enver-paše za pregovaranje o trajnom miru. Prijedlog je bio poslan vladi neovisnog Kavkaza, što je bio prvi put da je zakavkaska vlada priznata kao neovisno tijelo od strane druge države. Povjerenstvo je vratilo poruku da Kavkaz čini sastavni dio Rusije i da samo novoizabrana i trenutno nedjelotvorna vlada Rusije može odlučivati o tom pitanju. Zakavkaski izaslanici su u to vrijeme čekali na mandat od ruske vlade. Iako se Povjerenstvo smatralo nadležnim potpisati primirje, ipak se nije smatralo mjerodavnim za potpisivanje mira s osmanlijskim vlastima, iako su već proglasili neovisnost. Unutar Povjerenstva nije postojalo slaganje glede toga je li proglas neovisnosti Zakavkazja bio zakonit i primjenjiv. Isti stav uzelo je i Osmanlijsko Carstvo kada je vodilo odvojene pregovore s Povjerenstvom i Rusijom glede pitanja Zakavkazja. Zbog odsustva ruske vojske, narodi Zakavkazja u pregovorima su se vodili svojim vlastitim samooodržanjem. To je bio pokaz da osmalijski pritisci lome zakavkasko savezništvo.
Gruzinski marksisti imali su vodeću ulogu u stvaranju zakakvaske autonomije i neovisnosti, unatoč unutarnjem otporu i otporu Dašnakcutjuna i Ruske SFSR. Armenci su, zbog straha od Turaka, koji su 1915. i 1916. pobili oko milijun turskih Armenaca, tražili autonomiju pod okriljem Rusije. Gruzinski menjševici su, svjesni neodlučnosti ruskih vođa, držali kako pitanje mira, zemlje i nacionalnih odnosa ne može biti riješeno prije nego što se riješi pitanje regionalnih sila. Vođa gruzinskih menjevika Noe Žordania je u Sejmu 15. veljače izjavio kako njegova stranka, zbog Sporazuma iz Brest-Litovska koji je Osmanlijama odobrio pretenzije prema Zakavkazju, ne može više čekati ostvarenje pravnog oblika zakavkaske moći unutar Rusije, te je podržao proglašenje neovisnosti Zakavkazja. Za Žordaniju pitanje je bilo turske vlasti u Zakavkazju ili zakavkaske neovisnosti. Gruzinsko narodno vijeće se 3. travnja izjasnilo za neovisnost, a Kavkaski regionalni odbor Socijaldemokratske stranke to je napravio 6. travnja. Žordania je apstinirao od glasovanja.
Sejm je, pod pritiskom Osmanlija, 22. travnja 1918. izglasovao neovisnost Zakavkazja. U vrijeme rasprave o neovisnosti, vođe gruzinskih menjševika ostale su tihe, dopuštajući svojim zamjenicima da vode raspravu. Vođe gruzinskih menjševika koje su bile odane Revoluciji i internacionalizmu, smatrale su neovisnost "odricanjem i porazom proleterstva". No nakon proglašenja neovisnosti, među njima je prihvaćen stav da su im ruski boljševici na izbor ostavili uništenje zakavkaskih naroda ili proglašenje neovisnosti. Istog dana Povjerenstvo je odlučilo ponovno pokrenuti mirovne pregovore s Osmanlijskim Carstvom. U pregovorima, gruzinski menjševici su žestoko branili teritorijalni integritet Zakavkazja, pogotovo protiv osmanlijskih zahtjeva prema gruzinskim područjima, kao što je bio Batumi. Kars, koji je do tog trenutka bio dio Zakavkazja, predan je Osmanlijama. Idući dan, obrazovana je nova vlada, a vodio ju je Akaki Čhenkeli, koji je prihvatio odluke Sporazuma iz Brest-Litovska, uključujući i predaju Batumija Osmanlijama. Uvjet da granice budu one iz 1914., s početka rata, bio je odbačen.
Istovremeno, osmanlijska vojska je zauzela predratne položaje na granici između Osmanlijskog Carstva i Rusije utvrđenoj na Berlinskom kongresu 1878. Iako je službeno priznavala neovisnost Zakavkazja, Osmanlijsko Carstvo nije se prestajalo širiti na zakavkasko područje. Ovo govori o činjenici da se Osmanlije nisu držale deklaracija i sporazuma koje potpišu, bilo sa Zakavkazjem ili Rusijom glede položaja Zakavkazja. Turski zapovjednici preferirali su razdvojeno Zakavkazje kako bi njime lakše ovladali.

### Raspad
Od 11. do 26. svibnja 1918., zakavkaski izaslanici nazočili su konferenciju u Batumiju. Cilj Konferencije bio je razraditi postignuto nakon potpisivanja Sporazuma iz Brest-Litovska. Stoga su i stranke tog Sporazuma nazočile Konferenciji. Ishod razgovora u Batumiju bio je Sporazum iz Batumija između Osmanlijskog Carstva i tri zakavkaske republike ujedinjene u Zakavasku Demokratsku Federativnu Republiku. Između ostalog, Sporazum je sadržavao dogovor o razgraničenju između Osmanlijskog Carstva i Zakavkazja.
Na Konferenciji u Batumiju postignut je sporazum između gruzinskih izaslanika i njemačkog predstavnika Otta von Lossowa, čime je zaobiđena Zakavkaska Federacija. Sporazumili su se o gruzinskoj neovisnoj državi koja bi bila njemački protektorat i jamac njezinih granica. Gruzini su pristali na ovaj sporazum kako bi izbjegli daljnji gubitak područja u korist Osmanlijskog Carstva. Prethodno su Osmanlije nudile Gruzinima Sporazum o miru i prijateljstvu prema kojem bi Gruzija morala Osmanlijama predati Ahalcihe i Ahalkalaki. Kako bi to izbjegli, gruzinske političke vođe prihvatile su stavljanje Gruzije pod njemačku zaštitu. Prema tom sporazumu potpisanom 26. svibnja, pod pritiskom Njemačke, proglašena je neovisnost Gruzinske Demokratske Republike 27. svibnja.
Članovi Narodnog vijeća Gruzije izbacili su Zakavkasku vladu iz zgrade parlamenta u Tbilisiju. Narodno vijeće izabrao je Narodni kongres koji je predstavljao sve gruzinske političke stranke, sovjete, vojsku, zadruge, sindikate, manjinske skupine (muslimane, židove) i mnoge druge organizacije. Narodni kongres izabrao je Noe Žordaniu za predsjednika Narodnog vijeća. Prvu sjednicu Vijeća Žordania je održao 26. svibnja. Dan poslije, Azeri su obrazovali svoju vladu u Tblisiju i otišli u Gəncu, gdje su ih štitili vladajući kanovi jer je službeni glavni grad, Baku, bio pod vlašću boljševičke vlade koju su činili uglavnom Rusi i Armenci. Dan poslije, Armenci su osnovali svoju vladu u Tblisiju i premjestili se u Erevan.

## Ustroj vlasti
| ministarstvo | ministarstvo                                           | dužnosnik                 | stranka      |
| ------------ | ------------------------------------------------------ | ------------------------- | ------------ |
|              | predsjedatelj Povjeresntva i ministar vanjskih poslova | Akaki Čhenkeli            | SDRSG        |
|              | ministar unutarnjih poslova                            | Noe Ramišvili             | SDRSG        |
|              | ministar financija                                     | Aleksandar Hatisjan       | Dašnakcutjun |
|              | ministar cesta i prometa                               | Xudadat bəy Məlik-Aslanov | MSB          |
|              | ministar pravosuđa                                     | Fətəli-xan Xoyski         | nestranački  |
|              | ministar vojske                                        | Grigori Georgadze         | SDRSG        |
|              | ministar poljoprivrede                                 | Noe Homeriki              | SDRSG        |
|              | ministar narodne prosvjete                             | Nəsib Yusifbəyli          | Musavat      |
|              | ministar trgovine i proizvodnje                        | Məmməd Həsən Hacınski     | Musavat      |
|              | ministar za hranu                                      | Avetik Sahakjan           | Dašnakcutjun |
|              | ministar državne skrbi                                 | Hovhannes Kačaznuni       | Dašnakcutjun |
|              | ministar rada                                          | Aramais Erzinkjan         | Dašnakcutjun |
|              | ministar državne kontrole                              | İbrahim Heydərov          | Musavat      |